# Накадзіма Ріхо
Накадзіма Ріхо (нар. 31 січня 1978, Префектура Осака, Японія) — японська синхронна плавчиня.
Бронзова медалістка Олімпійських ігор 1996 року у місті Атланта, США.